# Francesco Cornaro (Kardinal, 1547)
Francesco Cornaro (auch Francesco Corner; * 1547 in Venedig; † 23. April 1598 in Rom) war ein italienischer Kardinal der Römischen Kirche.

## Leben

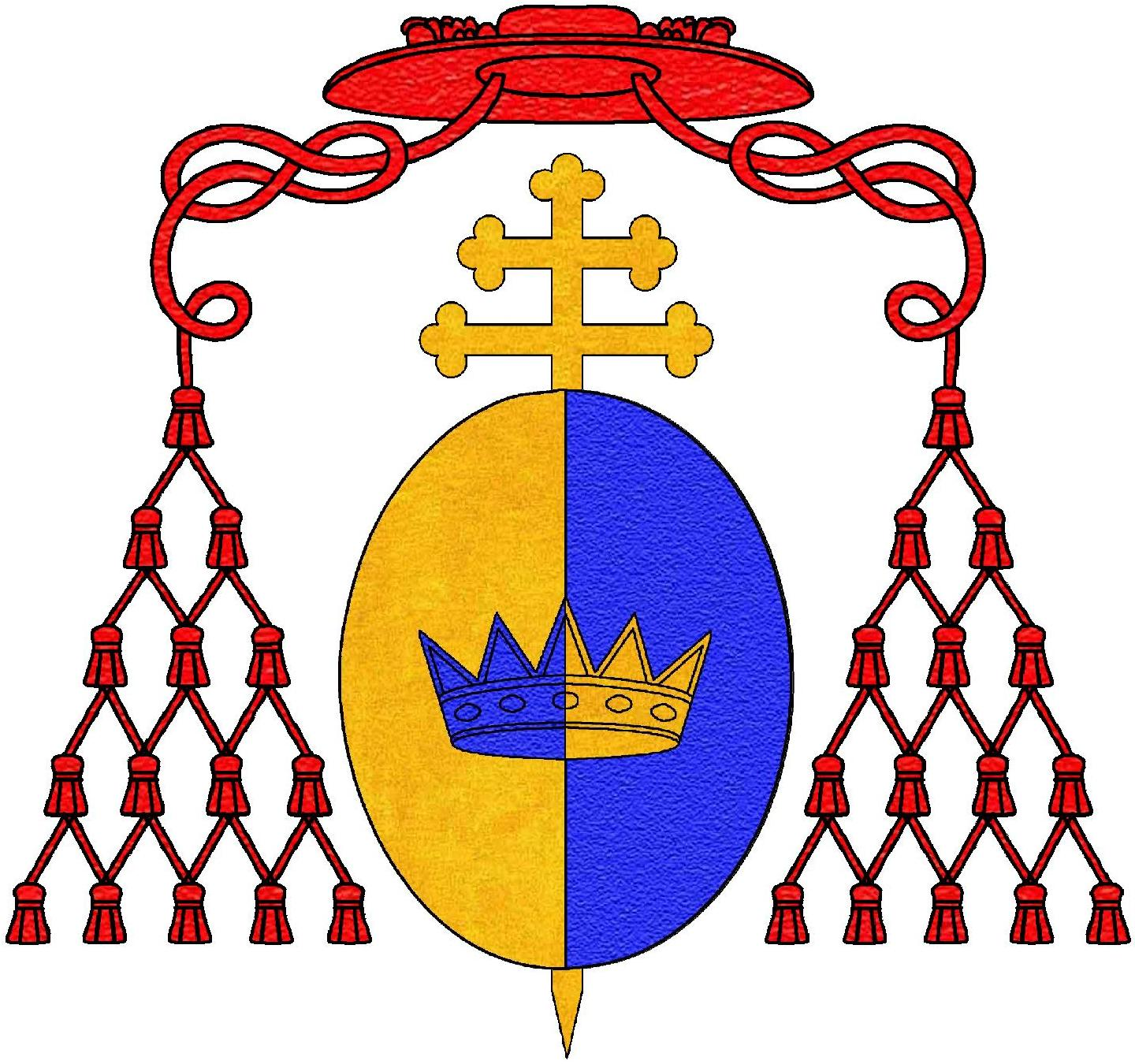
Kardinalwappen von Franceso Corner

Er entstammte dem venezianischen Patriziergeschlecht der Cornaro und war ein Sohn von Marc’Antonio Cornaro und dessen Ehefrau Cecilia Contarini. Sein Bruder war Giovanni I. Corner, Doge der Republik Venedig. Er war ein Neffe der Kardinäle Federico Cornaro (seniore) und Luigi Cornaro, ferner war er Onkel des Kardinals Federico Cornaro (iuniore).
Nach einem Studium der Rechte an der Universität Padua, das er 1571 abschloss, wurde er Kommendatarabt von Santa Bona in Vidor in der Provinz Treviso. Sein Onkel Giorgio Cornaro trat als Bischof von Treviso zurück, damit Francesco Cornaro den Bischofssitz übernehmen konnte. Am 29. November 1577 wurde er zum Bischof von Treviso erwählt. 1586 zum Kleriker der Apostolischen Kammer ernannt, verzichtete er 1595 auf das Bistum Treviso und wurde am 4. Januar 1596 Gouverneur von Civitavecchia.
Papst Clemens VIII. erhob ihn im Konsistorium vom 5. Juni 1596 zum Kardinalpriester und verlieh ihm am 21. Juni desselben Jahres San Martino ai Monti als Titelkirche.
Beigesetzt wurde er in der römischen Kirche San Silvestro al Quirinale.